# Lütter (Eichenzell)
Lütter ist ein Ortsteil der Gemeinde Eichenzell im osthessischen Landkreis Fulda.

## Geographische Lage

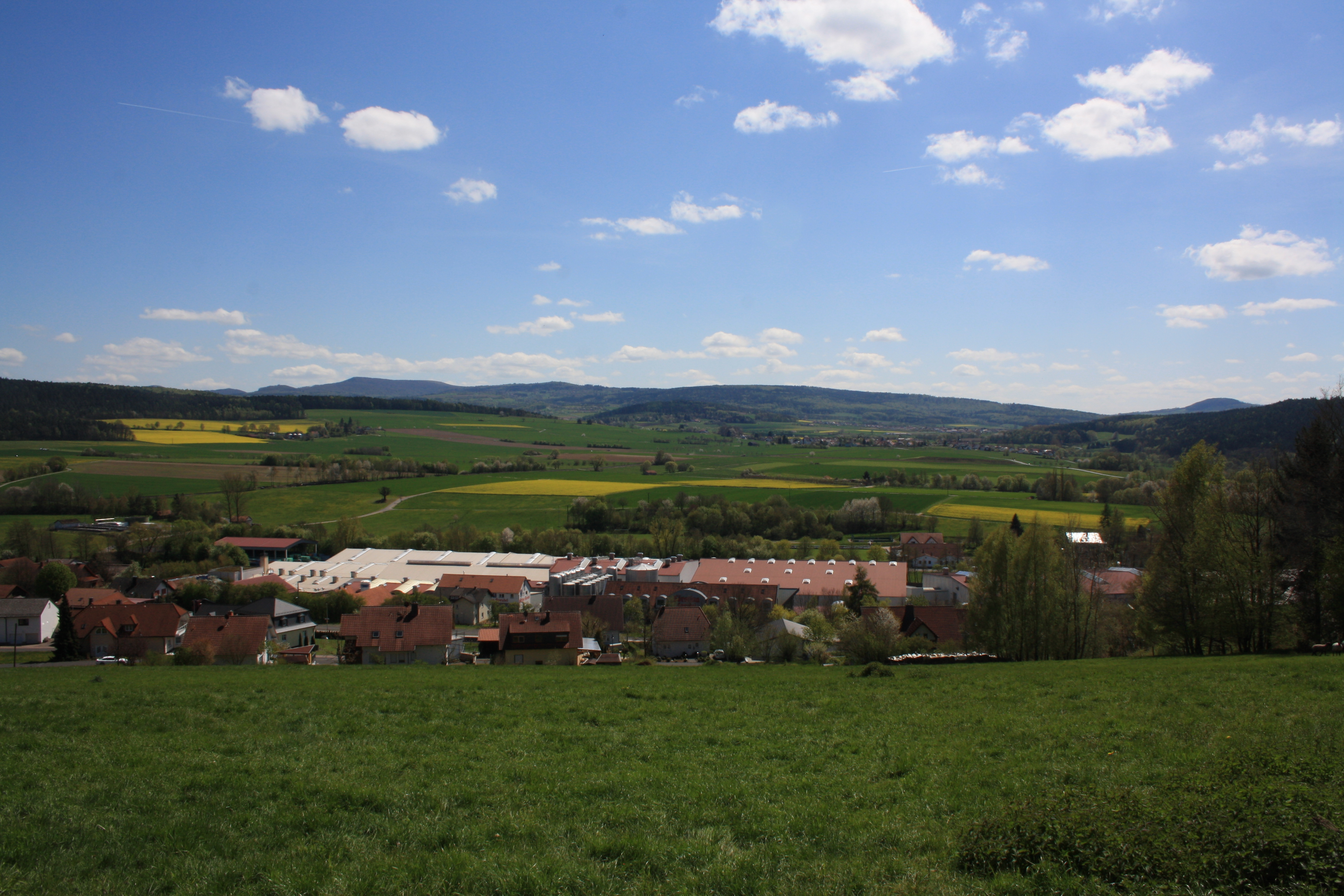
Blick auf Lütter mit der Firma Förstina

Lütter liegt in den westlichen Ausläufern der Rhön östlich von Rönshausen an der Einmündung der Lütter in die Fulda. Im Ort treffen sich die Landesstraßen 3307 und 3458. Lütter hat einen Bahnhof an der Bahnstrecke Fulda–Gersfeld.

## Geschichte

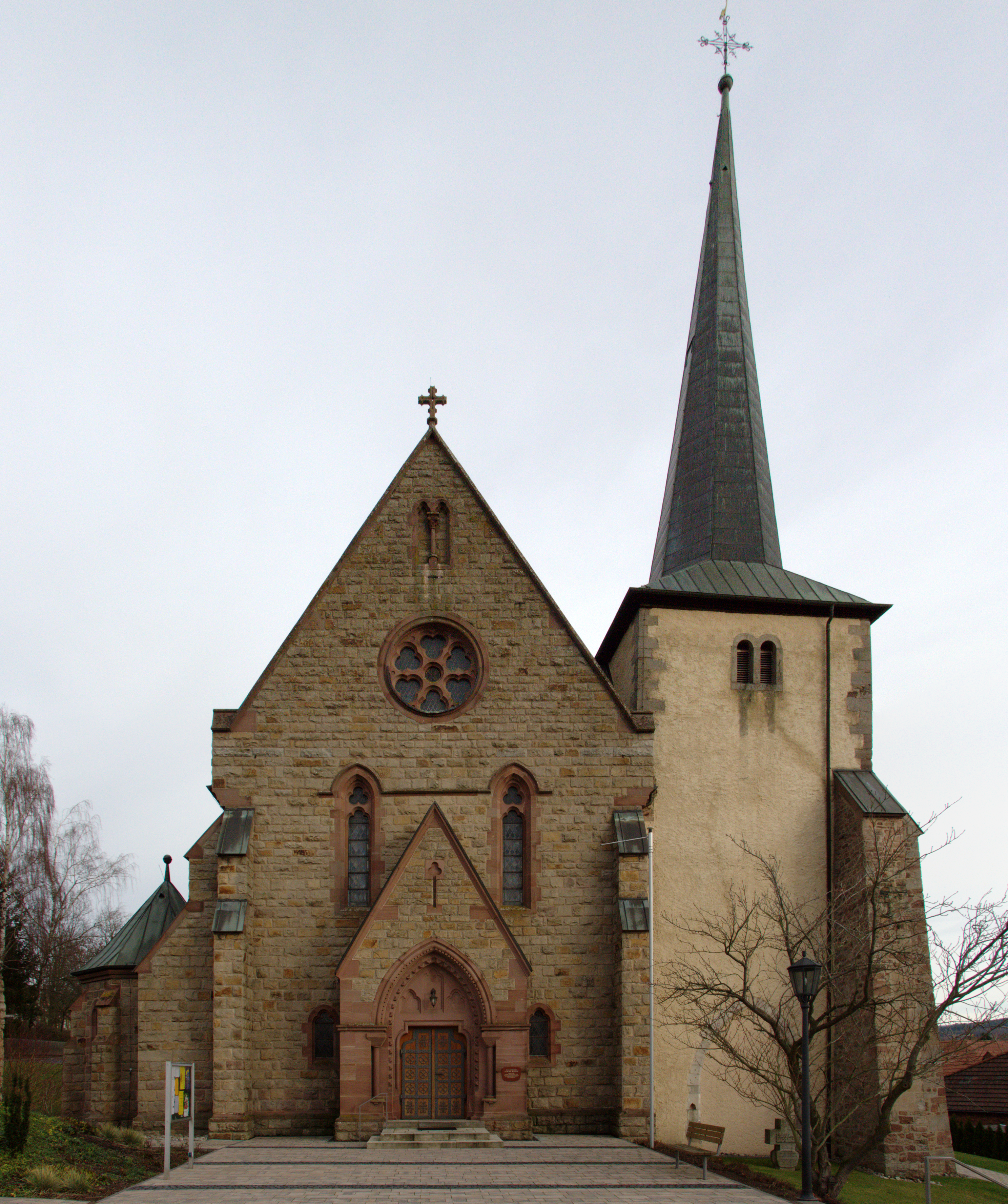
Kirche „Zum Heiligen Kreuz“ mit dem alten Wehrturm als Kirchturm

### Ortsgeschichte
Mittelalter
Das Dorf war auch Gerichtsplatz und wurde erstmals als „Luutra“ am 27. März 815 im sogenannten Retzbacher Vertrag zwischen dem Würzburger Bischof Wolfgar und dem Fuldaer Abt Ratgar urkundlich erwähnt. Lütter war zu dieser Zeit in der Grundherrschaft des Klosters Fulda.
Bereits im Jahre 1455 wurde eine Kapelle mit einem Marienaltar errichtet. Das Patrozinium Heilig Kreuz kam 1509 hinzu und Maria (1509), erhielt einen Nebenaltar. Heilig Kreuz war im Jahr 1656 nur noch das Patrozinium. 1455 zählte Lütter als Filiale von Dietershausen. Während der Reformationswirren erfolgte ein Bekenntniswechsel. Es erfolgte die Einführung der Reformation ab 1537 durch die Herren von Ebersberg. Ein katholischer Bekenntniswechsel erfolgte wieder im Jahre 1603. Unter Fürstabt Balthasar von Dernbach kehrten anlässlich einer Rekatholisierung die Einwohner wieder zur katholischen Kirche zurück. 1812 wurde Lütter zur Pfarrei erhoben.
Aus einer früheren Urkunde von 812 geht ein „Hlutra“ hervor. Hierbei handelt es sich jedoch nur um die erste Erwähnung des Flusses Lütter. Die 1175-Jahr-Feier 1991 wurde ein Jahr zu spät gefeiert. Ein weiterer historischer Ortsname ist Hart
Gericht Lütter vor der Hart
Im Jahre 1368 versetzte das Kloster Fulda seine Hälfte des Gerichts vor der Hart denen von Ebersberg genannt von Weyhers (Fuld. Kopiar 10, 251). Es kam zu einem weiteren Verkauf an die Herren von Haun. Diese verkauften ihre Hälfte (das. 180) 1413 an das Kloster Fulda. Die v. Ebersberg gen. v. Weyhers und Fulda waren noch im 18. Jahrhundert im Besitz jeder Hälfte, erstere als fuldisches Lehen.
Im Dreißigjährigen Krieg und der Schlacht bei Hessisch Oldendorf wechselte die Hoheit über das Gebiet des Klosters Fulda.
Bei der hessischen Besitzergreifung Fuldas 1633 rechnete man zum Gericht Lütter vor der Hart die Orte Gersfeld, Hettenhausen, Lütter, Memlos, Oberlütter, Poppenhausen, Ried, Schmalnau, Thalau und Weyhers (Reimer). In den späteren Jahren 1819 war es das Landgericht Weyhers.
1787 zählte Lütter zur Fürstabtei Fulda, Amt Weyhers, welches je zur Hälfte der (Propstei Johannesberg und Propstei Michaelsberg) zugeordnet war.
Nach der Säkularisation des Klosters Fulda von 1803 bis 1806 gehörte Lütter zum Fürstentum Nassau-Oranien-Fulda, Fürstentum Fulda, Amt Weyhers. Von 1814 bis 1866 gehörte es zum Königreich Bayern Amt Gersfeld.
Neuzeit ab 1945
Kurz vor Kriegsende fielen rund 500 Sprengbomben bei einem schweren Bombenangriff der Alliierten am 6. Februar 1945 um 11.45 Uhr aus 15 Flugzeugen auf Lütter. Dabei starben 12 Dorfbewohner und 28 wurden zum Teil schwer verletzt. Zerstört wurden acht Wohn- und zwölf Wirtschaftsgebäude sowie rund 30 andere Gebäude. Lütter war am Nachmittag ein Trümmerfeld. Die Kirche war schwer beschädigt. Auch die Bahnstrecke Fulda – Gersfeld wurde getroffen und war lange Zeit nicht nutzbar.
Später wurde ermittelt, dass die Alliierten die deutsche Treibstoffproduktion und das Verkehrsnetz im Raum Magdeburg zerstören wollten. Wegen schlechter Sicht konnten die Hydrierwerke im Magdeburger Raum nicht angegriffen werden. Die Bombergeschwader lösten sich in einzelne Gruppen auf, die sich auf dem Heimflug günstige Abwurfstellen suchten, um ihre Ladung abzuwerfen, wie über Lütter.
Hessische Gebietsreform (1970–1977)
Zum 31. Dezember 1971 wurde die bis dahin selbstständige Gemeinde Lütter im Zuge der Gebietsreform in Hessen auf freiwilliger Basis in die Gemeinde Eichenzell eingemeindet.
Für den Ortsteil Lütter wurde, wie für die übrigen Ortsteile von Eichenzell, ein Ortsbezirk eingerichtet.

### Verwaltungsgeschichte im Überblick
Die folgende Liste zeigt die Staaten und Verwaltungseinheiten, denen Lütter angehört(e):
- vor 1803: Heiliges Römisches Reich, Hochstift Fulda, Amt Weyhers
- 1803–1806: Heiliges Römisches Reich, Fürstentum Nassau-Oranien-Fulda, Fürstentum Fulda, Amt Weyhers
- 1806–1810: Kaiserreich Frankreich, Fürstentum Fulda (Militärverwaltung)
- 1810–1813: Großherzogtum Frankfurt, Departement Fulda, Distrikt Weyhers
- ab 1814: Königreich Bayern, Landgerichtsbezirk Weyhers
- ab 1817:  Königreich Bayern, Untermainkreis, Landgerichtsbezirk Weyhers
- ab 1838: Königreich Bayern, Kreis Unterfranken und Aschaffenburg, Landgerichtsbezirk Weyhers
- ab 1862: Königreich Bayern, Regierungsbezirk Unterfranken, Bezirksamt Gersfeld[Anm. 2]
- ab 1867: Königreich Preußen,[Anm. 3] Provinz Hessen-Nassau, Regierungsbezirk Kassel, Kreis Gersfeld
- ab 1871: Deutsches Reich, Königreich Preußen, Provinz Hessen-Nassau, Regierungsbezirk Kassel, Kreis Gersfeld
- ab 1918: Deutsches Reich, Freistaat Preußen, Provinz Hessen-Nassau, Regierungsbezirk Kassel, Kreis Gersfeld
- ab 1932: Deutsches Reich, Freistaat Preußen, Provinz Hessen-Nassau, Regierungsbezirk Kassel, Landkreis Fulda
- ab 1944: Deutsches Reich, Freistaat Preußen, Provinz Kurhessen, Landkreis Fulda
- ab 1945: Deutsches Reich, Amerikanische Besatzungszone,[Anm. 4] Groß-Hessen, Regierungsbezirk Kassel, Landkreis Fulda
- ab 1946: Deutsches Reich, Amerikanische Besatzungszone, Hessen, Regierungsbezirk Kassel, Landkreis Fulda
- ab 1949: Bundesrepublik Deutschland, Hessen, Regierungsbezirk Kassel, Landkreis Fulda
- ab 1972: Bundesrepublik Deutschland, Hessen, Regierungsbezirk Kassel, Landkreis Fulda, Gemeinde Eichenzell[Anm. 5]

## Bevölkerung

### Einwohnerentwicklung
| • 1812: | 37 Feuerstellen, 336 Seelen |

| Lütter: Einwohnerzahlen von 1812 bis 2023 | Lütter: Einwohnerzahlen von 1812 bis 2023 | Lütter: Einwohnerzahlen von 1812 bis 2023 | Lütter: Einwohnerzahlen von 1812 bis 2023 | Lütter: Einwohnerzahlen von 1812 bis 2023 |
| --- | ----------------------------------------- | ----------------------------------------- | ----------------------------------------- | ----------------------------------------- |
| Jahr |                                           |                                           |                                           | Einwohner                                 |
| 1812 | 1812                                      |                                           | 336                                       | 336                                       |
| 1834 | 1834                                      |                                           | 507                                       | 507                                       |
| 1840 | 1840                                      |                                           | 513                                       | 513                                       |
| 1846 | 1846                                      |                                           | 497                                       | 497                                       |
| 1852 | 1852                                      |                                           | 481                                       | 481                                       |
| 1858 | 1858                                      |                                           | 500                                       | 500                                       |
| 1864 | 1864                                      |                                           | 552                                       | 552                                       |
| 1871 | 1871                                      |                                           | 487                                       | 487                                       |
| 1875 | 1875                                      |                                           | 480                                       | 480                                       |
| 1885 | 1885                                      |                                           | 411                                       | 411                                       |
| 1895 | 1895                                      |                                           | 415                                       | 415                                       |
| 1905 | 1905                                      |                                           | 444                                       | 444                                       |
| 1910 | 1910                                      |                                           | 468                                       | 468                                       |
| 1925 | 1925                                      |                                           | 522                                       | 522                                       |
| 1939 | 1939                                      |                                           | 553                                       | 553                                       |
| 1946 | 1946                                      |                                           | 734                                       | 734                                       |
| 1950 | 1950                                      |                                           | 732                                       | 732                                       |
| 1956 | 1956                                      |                                           | 674                                       | 674                                       |
| 1961 | 1961                                      |                                           | 707                                       | 707                                       |
| 1967 | 1967                                      |                                           | 773                                       | 773                                       |
| 1970 | 1970                                      |                                           | 784                                       | 784                                       |
| 1980 | 1980                                      |                                           | ?                                         | ?                                         |
| 1990 | 1990                                      |                                           | ?                                         | ?                                         |
| 1996 | 1996                                      |                                           | 1.015                                     | 1.015                                     |
| 2000 | 2000                                      |                                           | 1.043                                     | 1.043                                     |
| 2005 | 2005                                      |                                           | 1.054                                     | 1.054                                     |
| 2011 | 2011                                      |                                           | 1.056                                     | 1.056                                     |
| 2016 | 2016                                      |                                           | 1.123                                     | 1.123                                     |
| 2020 | 2020                                      |                                           | 1.088                                     | 1.088                                     |
| 2023 | 2023                                      |                                           | 1.154                                     | 1.154                                     |
| Datenquelle: Historisches Gemeindeverzeichnis für Hessen: Die Bevölkerung der Gemeinden 1834 bis 1967. Wiesbaden: Hessisches Statistisches Landesamt, 1968. Weitere Quellen: LAGIS; Gemeinde Eichenzell; Zensus 2011 |                                           |                                           |                                           |                                           |

### Einwohnerstruktur 2011
Nach den Erhebungen des Zensus 2011 lebten am Stichtag dem 9. Mai 2011 in Lütter 1056 Einwohner. Darunter waren 45 (4,3 %) Ausländer.
Nach dem Lebensalter waren 219 Einwohner unter 18 Jahren, 474 zwischen 18 und 49, 185 zwischen 50 und 64 und 192 Einwohner waren älter.
Die Einwohner lebten in 420 Haushalten. Davon waren 126 Singlehaushalte, 90 Paare ohne Kinder und 165 Paare mit Kindern, sowie 30 Alleinerziehende und 6 Wohngemeinschaften. In 81 Haushalten lebten ausschließlich Senioren und in 303 Haushaltungen lebten keine Senioren.

### Historische Religionszugehörigkeit
| • 1885: | 1 evangelischer (= 0,24 %), 397 katholische (= 96,59 %), 13 jüdische (= 3,16 %) Einwohner |
| • 1961: | 22 evangelische (= 3,11 %), 682 katholische (= 96,46 %) Einwohner                         |

## Politik
Für den Ortsteil Lütter besteht ein Ortsbezirk (Gebiete der ehemaligen Gemeinde Lütter) mit Ortsbeirat und Ortsvorsteher nach der Hessischen Gemeindeordnung.
Der Ortsbeirat besteht aus sieben Mitgliedern. Bei den Kommunalwahlen in Hessen 2021 betrug die Wahlbeteiligung zum Ortsbeirat 67,77 %. Dabei wurden gewählt: zwei Mitglieder der „Bürgerliste Eichenzell“ (BLE) und fünf Mitglieder der CDU. Der Ortsbeirat wählte Simon Jestädt zum Ortsvorsteher.

## Sehenswürdigkeiten
- Sehenswert sind die Mauer des alten Wehrfriedhofes und die spätgotischen Wandmalereien im Turmgeschoss der Pfarrkirche. Im Wehrturm/Kirchturm der Kirche hängen zwei Bronzeglocken der renommierten Glockengießerei Otto aus Hemelingen/Bremen aus dem Jahr 1951.[13]
- In Lütter treten Sauerbrunnen zu Tage.

## Infrastruktur
Die Ahornschule, eine Grundschule, ist für die Orte Lütter, Rönshausen und Welkers zuständig. Weiterhin gibt es im Ort einen katholischen Kindergarten und ein Bürgerhaus.

## Söhne und Töchter des Ortes
- Joseph Adam Hartmann (1812–1885), Maler
- Anton Schütz (1930–2012), Theologe und katholischer Priester, Domkapitular
- Anton Schleicher (1931–1981), Theologe und katholischer Priester, Studienrat